# JP233
JP233 – brytyjski kasetowy zasobnik lotniczy przeznaczony do niszczenia pasów startowych produkowany przez Hunting Engineering.
Zasobnik JP233 składa się z dwóch części. Przednia mieści 215 min przeciwtransportowych HB876, tylna zawiera 30 bomb przeciwbetonowych SG-357. Podpociski są wyrzucane pirotechniczne. Kolejność wyrzucania podpocisków jest regulowana przez interwałometr którego głównym elementem jest zespół dwóch mikroprocesorów.
Zasobnik jest przenoszone przez brytyjskie samoloty Panavia Tornado (dwa zasobniki pod kadłubem). Może być użyty przy maksymalnej prędkości do 950 m/s, i minimalnej wysokości 60 m.
Zasobniki JP233 były używane bojowo przez brytyjskie Tornada podczas I wojny w Zatoce Perskiej.

## Dane taktyczno-techniczne
- Masa:
  - całkowita: 2620 kg
  - zasobnika z minami: 1250 kg
  - zasobnika z bombami: 1370
- Wymiary:
  - pojemnik z minami:2470x850x560
  - pojemnik z bombami: 4025x1140x600